# Czarny Bór (Litwa)
Czarny Bór (lit. Juodšiliai) – wieś na Litwie, w okręgu wileńskim, w rejonie wileński, siedziba gminy Czarny Bór. Leży na południe od Wilna, przy linii kolejowej Wilno – Lida. Siedziba gminy. W 2011 roku liczył 1744 mieszkańców.
Znajduje tu się przystanek kolejowy Czarny Bór.

## Historia
Swą nazwę osiedle zawdzięcza gęstym, otaczającym go ze wszystkich stron lasom. W 1914 roku, gdy żołnierze wojsk kajzerowskich prowadzili tu wyręby lasów, ułożono tory kolejowe i zbudowano stację kolejową Reslerowo. Nazwa upamiętniała inicjatora budowy Reislera, dyrektora „Poleskich Żelaznych Dróg”. Po odzyskaniu niepodległości przez Polskę, po 1920 roku, przywrócono starą nazwę „Czarny Bór”.
W dwudziestoleciu międzywojennym leżał w Polsce, w województwie wileńskim, w powiecie wileńsko-trockim, w gminie Rudomino.
Malowniczą miejscowość nad rzeką Waką upodobała ówczesna wileńska twórcza inteligencja. Założono tu letnisko. W latach 1924–1946 był w Czarnym Borze klasztor sióstr urszulanek. Zakonnice prowadziły szkołę początkową i sierociniec. W 1934 roku otwarto gimnazjum. W czasie II wojny światowej, korzystając z pomocy sióstr urszulanek w Czarnym Borze, przez 2 lata ukrywał się ks. Michał Sopoćko. Gestapo ścigało go za pomaganie Żydom. Mieszkańcy znali go jako Wacława Rodziewicza, stolarza i cieślę. Po kryjomu u sióstr urszulanek odprawiał msze święte i spowiadał.
W 1948 roku władze Litwy sowieckiej umieściły w Czarnym Borze zgromadzenia zakonne z Litwy, w tym wileńskie wizytki. Każdemu zgromadzeniu przydzielono dom po „repatriowanych” Polakach. Stąd sporo z nich udało się potem wprost do Polski.
Akcja powieści Józefa Mackiewicza Droga donikąd zawiera jego przeżycia z Czarnego Boru po czerwcu 1940, gdzie pracował jako drwal i woźnica, a dziś w jego domu działa „Mackiewiczówka” – Ośrodek Pracy Twórczej im. Józefa Mackiewicza.
W miejscowości znajduje się szpital.

## Oświata
W 1919 roku w Czarnym Borze została założona szkoła powszechna. Od połowy lat 50. do początku lat 90. przez 34 lata nauczała w niej chemii oraz biologii Idalia Żyłowska, córka Mackiewicza. W 1992 roku szkoła została zreorganizowana na rosyjską (Nr 1) i polską (Nr 2). Powstała samodzielna polska Szkoła Średnia w Czarnym Borze. W 2002 roku szkoła otrzymała imię Urszuli Ledóchowskiej. W 2014 roku szkoła otrzymała status gimnazjum. Gimnazjum ma filię nauczania początkowego w Wołczunach.

## Kościół katolicki
Fundamenty pod budowę kościoła na terenie klasztoru urszulanek zostały założone jeszcze przed II wojną światową. Po wojnie w miejscu, gdzie miał stanąć kościół, działał dom dziecka, następnie szpital i przychodnia. Po pożarze w 1991 roku, który zniszczył budynek, mieszkańcy postanowili dokończyć dzieło zainicjowane przez urszulanki – zebrali środki i w 2003 roku rozpoczęli budowę kościoła. Jesienią 2012 roku sprowadzone zostały relikwie bł. Sopoćki, a przy domu, w którym podczas wojny się ukrywał, umieszczono tablicę pamiątkową. 15 lutego 2016 roku kościół został konsekrowany pod wezwaniem bł. ks. Michała Sopoćki przez abpa Gintarasa Grušasa. Kościół leży w parafii Najświętszej Maryi Panny Matki Dobrej Rady w Rudaminie.

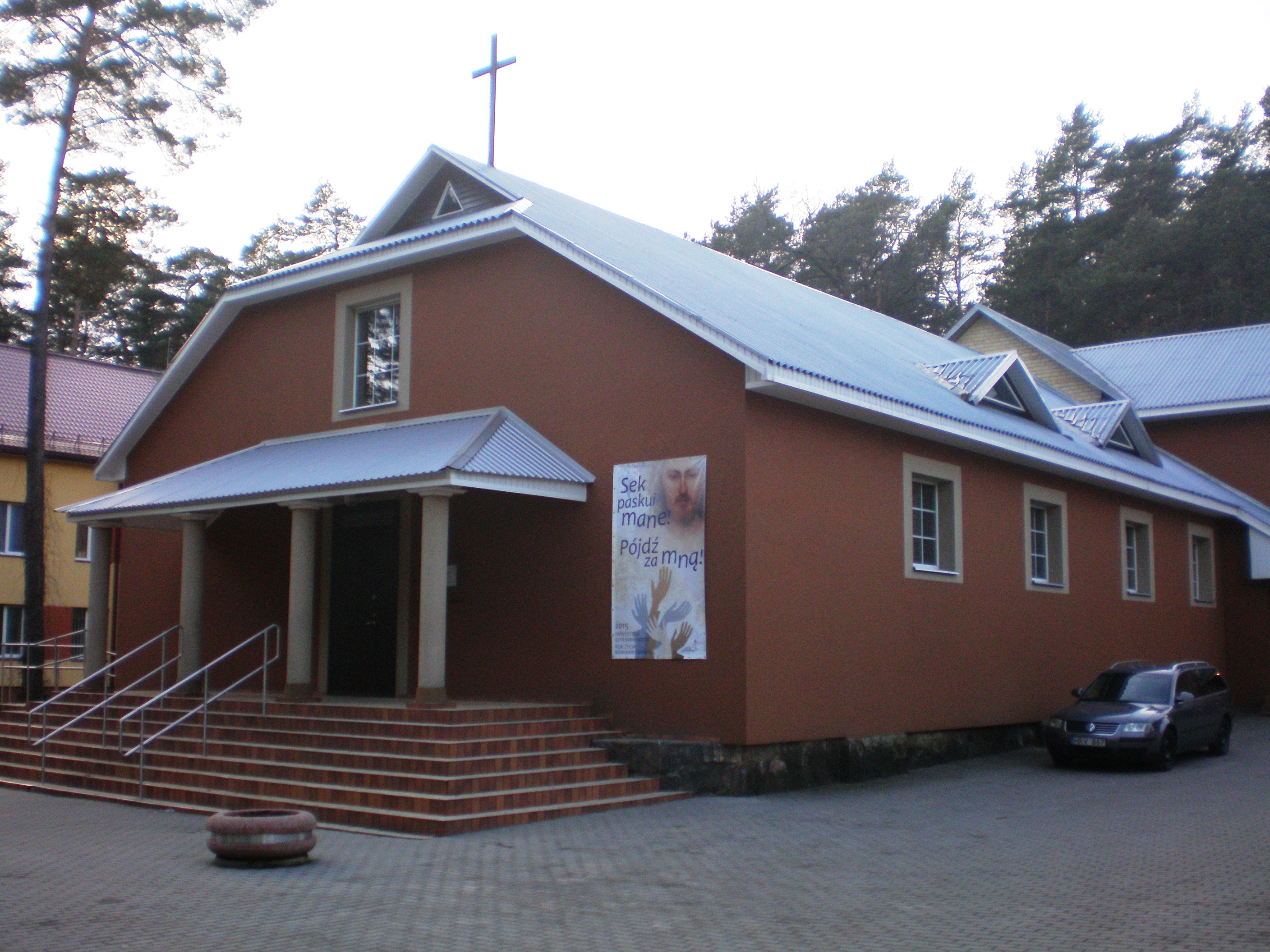
Kościół bł ks. Michała Sopoćki

## Znane osoby
W Czarnym Borze urodził się litewski polityk Petras Auštrevičius.